# The Castle (álbum)
The Castle, también denominado Franz Kafka - The Castle, es el sexagésimo tercer álbum de estudio del grupo alemán de música electrónica Tangerine Dream. Publicado en diciembre de 2013 por el sello Eastgate destaca por ser un álbum conceptual. Se trata del cuarto y último de la denominada «Eastgate's Sonic Poems Series» álbumes instrumentales basados en obras de la literatura universal. En esta ocasión en la novela inconclusa del escritor checo Franz Kafka El Castillo.
Sylvain Lupari, en su reseña para la web Synths & Sequences, destaca que "continúa donde The Angel From The West Window se detuvo. Es un buen álbum con un par de grandes canciones en su interior".

## Producción

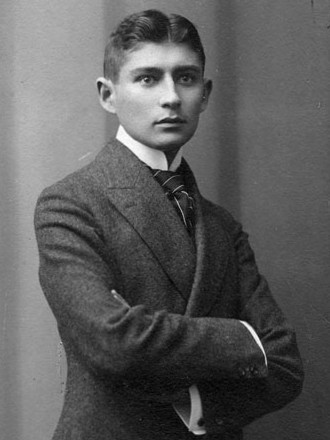
El escritor Franz Kafka en 1906

Grabado en el verano de 2013 en los estudios Eastgate de Viena el álbum está formado por ocho canciones compuestas por Edgar Froese, una compuesta por Thorsten Quaeschning y una última coescrita por ambos. 
La elección como base de trabajo de la última y no finalizada novela de Kafka, que narra la historia de K. un hombre que lucha para tener acceso a las misteriosas autoridades de un castillo que gobierna el pueblo al cual ha llegado a trabajar como agrimensor, es uno de los temas abordados en el libreto interior.

"Aunque Kafka no pudo terminar su último trabajo, El Castillo, no necesitaba hacerlo; él ha dicho todo lo que necesitaba decir. Es imposible transformarlo en música. Es por eso que no será más que un intento incompleto y abortivo. Si fallamos al menos el riesgo merece un aplauso."
Edgar Froese (2013) 

## Lista de temas
| N.º   | Título                             | Escritor(es)                      | Duración |  |
| 1.    | «Approaching Snowy Village»        | Edgar Froese                      | 8:15     |  |
| 2.    | «Odd Welcome»                      | Edgar Froese                      | 6:29     |  |
| 3.    | «The Untouchable Castle»           | Edgar Froese                      | 5:51     |  |
| 4.    | «The Apparently Lunatic Hierarchy» | Edgar Froese Thorsten Quaeschning | 4:36     |  |
| 5.    | «Barnabas The Messenger»           | Edgar Froese                      | 7:43     |  |
| 6.    | «Irredeemable Entity»              | Edgar Froese                      | 7:52     |  |
| 7.    | «The Implicit Will To Meet Klam»   | Edgar Froese                      | 7:09     |  |
| 8.    | «Desperate Neverending Longing»    | Thorsten Quaeschning              | 7:33     |  |
| 9.    | «Surrender And Adaptation»         | Edgar Froese                      | 7:13     |  |
| 10.   | «A Place Of Mercy»                 | Edgar Froese                      | 6:09     |  |
| 68:44 |                                    |                                   |          |  |

## Personal
- Edgar Froese - instrumentación, diseño y producción
- Thorsten Quaesching - instrumentación
- Ralf Strathmann - fotografía
- Harald Pairits - masterización
- Isaac Fisher - ingeniero de grabación
- Bianca F. Acquaye - producción ejecutiva y diseño